# Rebirth of Mothra III
Rebirth of Mothra 3, conocida en Japón como Mothra 3: King Ghidorah Raishū (モスラ 3 キングギドラ来襲 Mosura Surī Kingu Gidora Raishū?), es una película japonesa de género kaiju de 1998 dirigida por Okihiro Yoneda, escrita por Masumi Suetani y producida por Shōgo Tomiyama. Producida y distribuida por Tōhō, es la película final de la trilogía Rebirth of Mothra, después de Rebirth of Mothra II del año anterior. 
Es protagonizada por Megumi Kobayashi, Misato Tate, Aki Hano, Atsushi Ohnita y Miyuki Matsuda, y presenta a los personajes ficticios de monstruos gigantes Mothra y King Ghidorah. La película se estrenó en Japón el 12 de diciembre de 1998.

## Argumento
Moll, Lora y Belvera, las hermanas Elias, están nuevamente en desacuerdo. Belvera busca el poder secreto de sus antepasados, pequeñas unidades de poder triangulares que transforman las pequeñas dagas de las hermanas en poderosas espadas. Ella roba las tres unidades de Infant Island, pero Yosei Mothra, la mascota de Moll y Lora la frustran, y no puede recuperar el triángulo apropiado para su espada (cada unidad de poder solo funcionará para una espada específica). Moll y Lora terminan con una unidad que transforma la espada de Moll. 
Poco después del enfrentamiento de las hermanas Elias, una lluvia de meteoritos trae a la Tierra un enorme meteorito que interrumpe la gravedad cerca de él, mientras una familia observa. Al día siguiente, un adolescente llamado Shota, se escapa de la escuela y va a investigar el objeto. Mientras tanto, los escolares en los parques infantiles y en los alrededores de la ciudad cercana comienzan a desaparecer misteriosamente cuando una gran sombra pasa por encima. Moll y Lora examinan los restos del meteorito estrellado, descubriendo la esencia de los dinosaurios, y se da cuenta de que se ha liberado un gran mal. King Ghidorah, un monstruo espacial de tres cabezas que visitó la Tierra en el pasado y se cree que es responsable de la destrucción de los dinosaurios, regresa con los niños capturados a un lugar apartado cerca de donde el meteorito se estrelló, atrapándolos en un enorme y palpitante cúpula orgánica.
Afortunadamente, a la llamada de Moll y Lora, Rainbow Mothra llega y comienza a luchar contra King Ghidorah, pero los antiguos poderes del demonio de tres cabezas hacen que todos los ataques de Mothra sean inútiles y el Rey del Terror procede a dominar fácilmente a Rainbow Mothra, que solo escapa. Más tarde, Moll y Lora se encuentran con Ghidorah, quien infecta a Lora con su maldad al mirar a los ojos de Lora. Bajo el hechizo de Ghidorah, Lora ataca a Moll e intenta arrastrarlos a ambos al domo. Yosei Mothra vuela hacia la cúpula y salva a Moll antes de que caiga en ella. Belvera, intrigada por la llegada de Ghidorah, se acerca demasiado a la cúpula y es arrastrada por seres serpientes. El monstruo causa estragos en la ciudad. 
Mientras tanto, Moll y Yosei Mothra se encuentran con Shota, quien descubrió que su hermano Shuehei y su hermana Tamako se encuentran entre los muchos niños atrapados dentro de la cúpula. Moll le cuenta a Shota sobre el plan de Ghidorah de utilizar la fuerza vital de los niños para alimentarse. Ella lo convence para que la acompañe y encuentre su única esperanza, la recuperación de Rainbow Mothra. Moll y Rainbow Mothra se comunican telepáticamente, discutiendo sus opciones. Ya que Rainbow Mothra no puede derrotar a Ghidorah en su forma actual, se decide que debe viajar a una época en que los dinosaurios aún caminaban por la Tierra, y cuando el dragón de tres cabezas había visitado la tierra por primera vez, entonces menos poderoso, para alimentarse de la fuerza vital de la Tierra. Rainbow Mothra se convierte en Aqua Mothra y, con Moll dándole a la criatura todos sus poderes, el insecto masivo se convierte en Kōsoku Mothra y rompe los límites del tiempo y viaja para confrontar a Ghidorah, hace unos 65 millones de años. 
Moll le da a Shota su espada y le pide que entre al domo para encontrar a Lora y convencerla de que use sus poderes para ayudar a Mothra. Después de que Shota acepta a regañadientes, Moll languidece y, con sus poderes totalmente agotados al ayudar a Mothra a viajar en el tiempo, cae en un estado de animación suspendida, su cuerpo adquiere la apariencia de vidrio. Shota permite que Ghidorah lo capture para poder encontrar a Lora en la cúpula. Allí, Lora se encuentra con una Belvera preocupada, quien le dice que Ghidorah planea destruir la Tierra. Lora toma la unidad triangular que tenía Belvera y la usa para transformar su espada. Aún bajo el hechizo de Ghidorah, las dos hadas inicia una pelea de espadas, con Belvera rogándole a Lora que vea la razón y trabaje con ella, pero es en vano. Shota encuentra a Lora, pero ella lo ataca e intenta apuñalarlo con su espada. Belvera le advierte a Lora que no lo haga, ya que Shota le recuerda que ama profundamente a los niños. Pronto, el hechizo de Ghidorah se rompe y Lora cae en las manos de Shota, su espada se combina con la de Moll. 
Belvera finalmente se da cuenta de que el triángulo de Elias representa a las tres, usa la última unidad triangular restante para transformar su espada, y luego combina su espada con las de Lora y Moll. Usando la nueva espada de superpotencia, intenta abrir la cúpula mientras Lora se recupera. Kōsoku Mothra aparece en la Era de los Dinosaurios y vuelve a convertirse en Rainbow Mothra. Otra pelea entre él y Ghidorah tiene lugar. Después de tener originalmente la ventaja, Rainbow Mothra está gravemente herido. La cúpula se sacude violentamente y al darse cuenta de que Rainbow Mothra está perdiendo la batalla, Shota le pide a Lora que use sus poderes para ayudar a la criatura. Mientras Lora canta, Rainbow Mothra se energiza y logra inmovilizar a Ghidorah el tiempo suficiente para recogerlo y arrojarlo a un volcán cercano, pero no antes de que una pieza cortada de la cola de Ghidorah se hunda en el suelo. El volcán entra en erupción con Ghidorah en él, destruyendo al monstruo. Rainbow Mothra es expulsado del volcán en explosión, cae al suelo y muere. 
En la actualidad, Ghidorah y la cúpula desaparecen, liberando a los niños y las hadas. Shota se reúne con Shuehei y Tamako y se unen a Belvera y Lora mientras se arrodillan tristemente junto al cuerpo de Moll, sin saber cómo pueden salvarla. En el pasado, llegan tres larvas de Mothra primitiva y envuelven el cuerpo de Rainbow Mothra en un capullo de cápsula del tiempo. En el presente, Belvera expresa su preocupación a Lora, y señala que si Ghidorah es realmente destruido, el curso actual de los acontecimientos habría cambiado. De repente, Ghidorah aparece en el cielo en medio de una enorme bola de fuego. Este es otro Ghidorah que creció a partir de la cola cortada de la criatura asesinada por Rainbow Mothra en el pasado. El nuevo Ghidorah comienza a capturar niños nuevamente. Mientras tanto, Belvera convence a Lora de unirse a ella en la batalla, y los dos distraen a Ghidorah con Yosei Mothra. 
De repente, el capullo de la cápsula del tiempo explota desde una montaña y Rainbow Mothra emerge, esta vez como Yoroi Mothra, una versión formidable con blindaje por todas partes. Otra batalla tiene lugar, y esta vez, Ghidorah no es rival para su oponente, que corta el ala de Ghidorah y luego desintegra al monstruo. Mothra luego se comunica con Belvera y Lora, diciéndoles que unan sus poderes y, usando la espada, devuelven la vida a Moll. Las hadas hacen lo que se les dice y, como resultado, la espada desaparece y Moll revive, mientras Lora y Belvera sonríen. La reunión entre las tres hermanas es de corta duración, ya que Belvera llama a Garu-Garu y se va volando. Todos los niños son liberados una vez más y se reúnen con sus padres. Shota, Shuehei, Tamako y sus padres observan mientras Moll y Lora se van con Yosei Mothra, y Yoroi Mothra, ahora transformado como Eternal Mothra, vuela hacia el atardecer.

## Reparto
- Megumi Kobayashi como Moll.
- Misato Tate como Lora.
- Aki Hano como Belvera.
- Atsushi Ohnita como Padre.
- Miyuki Matsuda como Madre.
- Kôichi Ueda como Kôchô.